# Havila Phoenix
Le Havila Phoenix  est un navire de service polyvalent pour les travaux offshore appartenant à la compagnie norvégienne Havila Subcon AS (Havila Holding) et exploité par la société norvégienne DeepOcean. Il est à la fois un navire poseur de canalisations, un navire effectuant des travaux de construction ou des opérations d'inspection, d'entretien et de réparation (IMR) et un navire de ravitaillement offshore.

## Caractéristiques
Le Havila Phoenix est un navire de construction multi-rôle avec la certification glace. Il a été construit au chantier naval norvégien  du Havyard Group de Leirvik. ce navire moderne est à la fois un navire de ravitaillement offshore et un navire poseur de canalisations disposant d'un système le creusement de tranchées disponible pour les opérations sous-marines avec un carrousel de 2.000 tonnes de canalisation en option. Il est équipé d'une trancheuse T3200, une machine à chenilles de 3.200 chevaux, équipée d'un système de manutention en haute mer. 
Son pont de travail de 1.500 m² peut recevoir jusqu'à 10 tonnes/m² pour une capacité maximale de fret de 4.500 tonnes. Il dispose d'une grue de 250 tonnes. Il est équipé, sous hangar, de deux sous-marins télécommandés (ROV) de type Shilling UHD, capables d'effectuer des tâches à des profondeurs allant jusqu'à 4.000 mètres et d'un ROV T1000 pour l'enfouissement des câbles d'une puissance de 1.000 cv pour des tâches jusqu'à 2.000 m de profondeur.
Le déplacement vers le chantier s'effectue à une vitesse maximale de 16.7 nœuds et la précision de l'installation est assurée par le système de positionnement dynamique. Il y a des cabines à bord pour 140 personnes.

## Galerie

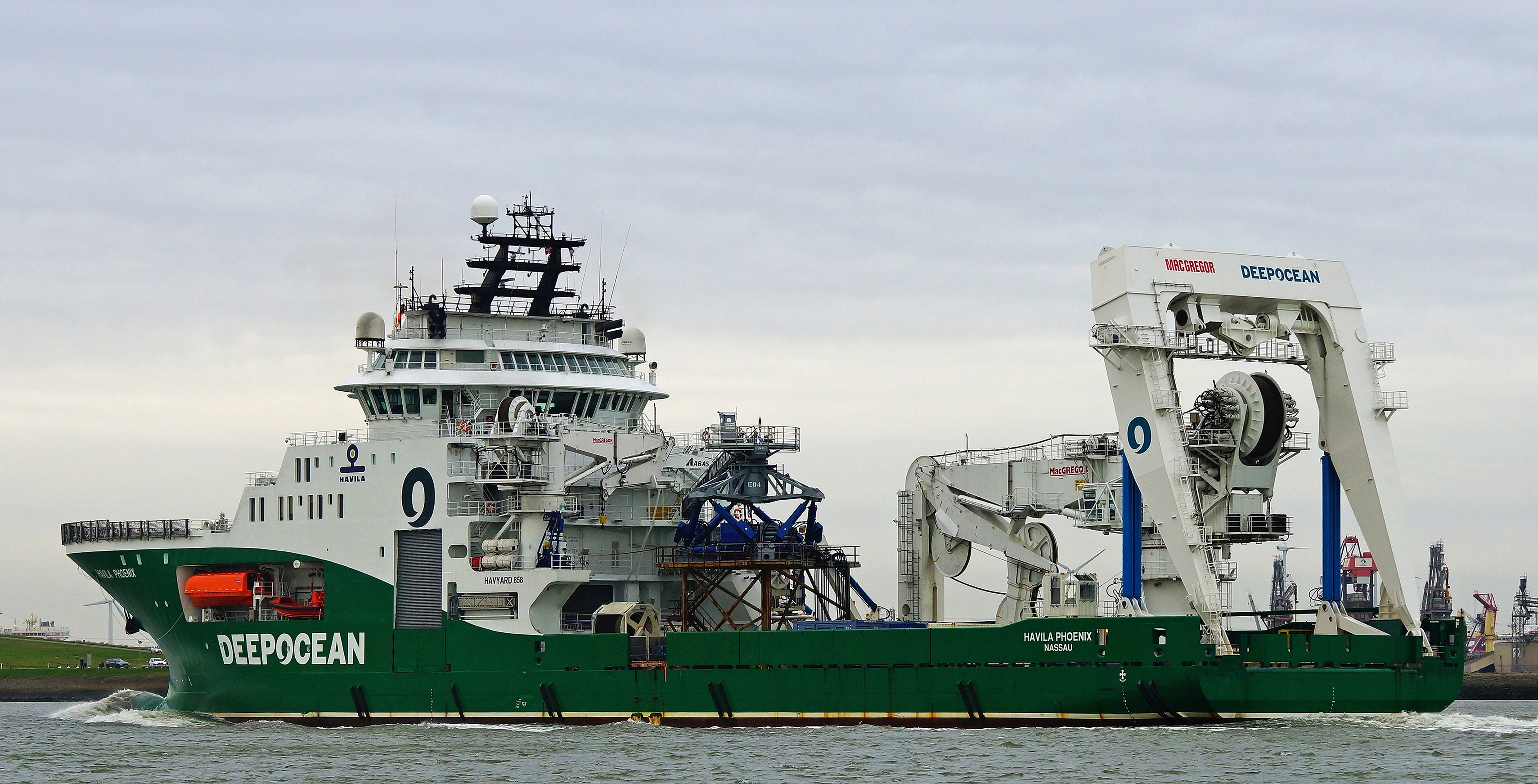
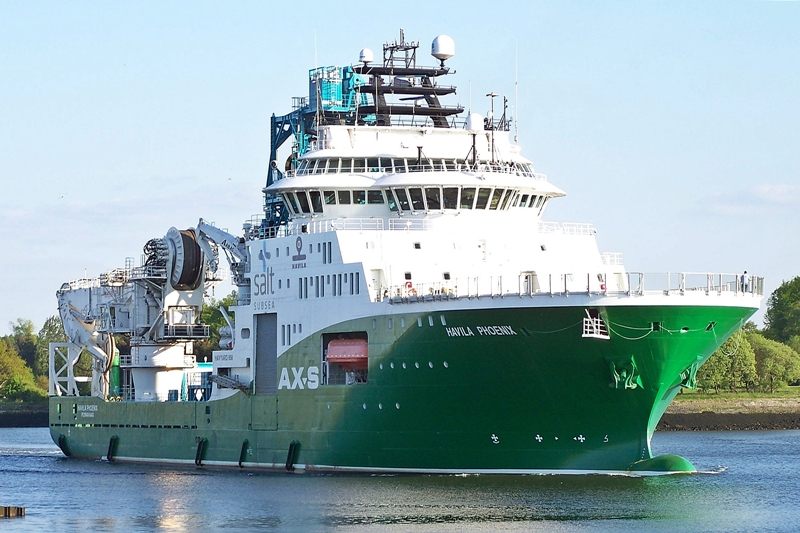

### Articles externes
- Havila Phoenix - Site marinetraffic
- Havila Phoenix - Site DeepOcean
- Havila Phoenix Subsea Vessel - Site offshore-energy